# منتخب سريلانكا لسباعيات الرغبي
منتخب سريلانكا لسباعيات الرغبي هو ممثل سريلانكا الرسمي في المنافسات الدولية في سباعيات الرغبي
.